# المقال
ال مقال یک منطقهٔ مسکونی در عربستان سعودی است که در استان مکه واقع شده‌است.